# ألكسندر كولتشاك
ألكساندر فاسيلييفيتش كولتشاك؛ (16 نوفمبر [4 نوفمبر في النموذج القديم للتقويم] 1874- 7 فبراير 1920) كان أميرال روسي إمبراطوري وقائد عسكري ومستكشف قطبي، خدم في البحرية الإمبراطورية الروسية وخاض معاركًا في الحرب الروسية اليابانية والحرب العالمية الأولى. أسس خلال الحرب الأهلية الروسية حكومة معادية للشيوعية في سيبيريا -أصبحت فيما بعد الحكومة المؤقتة لعموم روسيا- واعتُرف به بصفته «القائد الأعلى والقائد العام لجميع القوات البرية والبحرية الروسية» من 1918 حتى 1920 باعتراف القادة الآخرين للحركة البيضاء. كان مقر حكومته في أومسك، في جنوب غرب سيبيريا.
ترأس كولتشاك روسيا واعتُرف به دوليًا على مدار عامين تقريبًا. ومع ذلك، فشلت جهوده في توحيد الحركة البيضاء؛ رفض كولتشاك النظر في الحكم الذاتي للأقليات العرقية ورفض التعاون مع اليساريين حتى ولو لم يكونوا بلشفيين، إذ اعتمد اعتمادًا كبيرًا على المساعدات الخارجية. لم يساعد هذا في أكثر من رفع معنويات الشيوعيين، إذ سمحت لهم تصرفات كولتشاك بوصفه بأنه «دمية غربية». عندما انهارت قواته البيضاء، تعرض للخيانة وألقى الفيلق التشيكوسلوفاكي القبض عليه وسلمه إلى الاشتراكيين الثوريين المحليين، وبعد فترة وجيزة أعدمه البلاشفة في إيركوتسك.

## سيرة حياته

### خلال الحرب العالمية الأولى
تواجد في بداية الحرب العالمية الأولى له في سفينة القائد بوغرانيتشنيك، حيث أشرف كولتشاك على زرع حقول ألغام دفاعية ساحلية واسعة وقاد القوات البحرية في خليج ريغا. لم يكن الأدميرال القائد إيسن مقتنعًا بالبقاء في موقف دفاعي وأمر كولتشاك بإعداد مخطط لمهاجمة مقار القواعد البحرية الألمانية. خلال فصلي الخريف والشتاء في 1914-1915، بدأت المدمرات والطرادات الروسية سلسلة من العمليات الليلية الخطيرة، وزُرعت الألغام بالقرب من كيل وغدانسك. كان كولتشاك -الذي شعر بأنه يجب على الرجل المسؤول عن عمليات التخطيط أن يشارك أيضًا في تنفيذها- دائمًا على متن السفن التي نفذت العمليات وفي بعض الأحيان تولى القيادة المباشرة لأساطيل المدمرات.
رُقي كولتشاك إلى رتبة نائب الأدميرال (الفريق البحري) في أغسطس 1916، وهو أصغر رجل حصل على تلك الرتبة، وعُين قائدًا لأسطول البحر الأسود، ليحل محل الأدميرال إبرهاردت. كانت مهمة كولتشاك الأساسية دعم الجنرال يودنيتش في عملياته ضد الإمبراطورية العثمانية. كُلف أيضًا بمكافحة تهديد «يو- بوت» والتخطيط لغزو البوسفور (لم يُنفذ هذا أبدًا). نجح أسطول كولتشاك في إغراق المصانع التركية. تسببت هجمات الأسطول الروسي على سفن الفحم التركية هذه في معاناة الحكومة العثمانية، نظرًا لعدم وجود خط سكة حديدية يربط بين مناجم الفحم في شرق تركيا والقسطنطينية. ساعد أسطول البحر الأسود الروسي في غزو الجيش الروسي لمدينة طرابزون العثمانية (طرابزون الحديثة) في عام 1916، من خلال هجوم مشترك بين الجيش والبحرية.
وقعت كارثة واحدة بارزة أثناء وجود كولتشاك في موضع السلطة: انفجرت المدرعة البحرية (الدريدنوت) إمبيريتريتسا ماريا في الميناء في سيفاستوبول في 7 أكتوبر 1916. فشل التحقيق الدقيق في تحديد ما إذا كان سبب الكارثة حادثًا أم تخريبًا.

### الثورة
انحدر أسطول البحر الأسود إلى الفوضى السياسية بعد ثورة فبراير 1917. أُعفي كولتشاك من قيادة الأسطول في يونيو وسافر إلى بتروغراد (سانت بطرسبرغ). وعند وصوله، دُعي كولتشاك لحضور اجتماع للحكومة المؤقتة. قدم وجهة نظره هناك حول حالة القوات المسلحة الروسية وإحباطها التام. وذكر أن الطريقة الوحيدة لإنقاذ البلاد هي إعادة فرض نظام صارم وإرجاع عقوبة الإعدام في الجيش والبحرية.
خلال هذا الوقت، تحدثت العديد من المنظمات والصحف ذات الميول المحافظة عن كولتشاك بصفته دكتاتور مستقبلي. ظهر عدد من المنظمات الجديدة والسرية في بتروغراد بهدف قمع الحركة البلشفية وإزاحة الأعضاء المتطرفين في الحكومة. طلبت بعض هذه المنظمات من كولتشاك قبول قيادتهم.
عندما وصلت أخبار هذه المؤامرات إلى وزير البحرية المؤقت آنذاك، ألكسندر كيرنسكي، أمر كولتشاك بالمغادرة فورًا إلى أمريكا. دعا الأدميرال جيمس إتش- غلينون -عضو البعثة الأمريكية التي يرأسها السيناتور إليهو روت، كولتشاك إلى الولايات المتحدة لإطلاع البحرية الأمريكية على الوضع الاستراتيجي في مضيق البوسفور. في 19 أغسطس 1917، غادر كولتشاك مع عدة ضباط بتروغراد متوجهين إلى بريطانيا والولايات المتحدة بصفتهم مراقبين عسكريين شبه رسميين. أثناء مروره بلندن، استقبله الأدميرال واللورد البحري السير جون جيليكو، وعرض عليه التنقل على متن طراد بريطاني في طريقه إلى هاليفاكس في كندا. أثبتت الرحلة إلى أمريكا عدم ضروريتها، كما تخلت الولايات المتحدة عن فكرة أي عمل مستقل في الدردنيل بعد وقت قصير من وصول كولتشاك. زار كولتشاك الأسطول الأمريكي وموانئه وقرر العودة إلى روسيا عبر اليابان.

### الإرث
لم تنجح حكومة الأدميرال كولتشاك منذ توليه منصب «الحاكم الأعلى» حتى وفاته. لم يكن قادرًا بصفته قائدًا عسكريًا على وضع خطط إستراتيجية ناجحة أو التنسيق مع جنرالات الجيش الأبيض الآخرين مثل يودنيتش أو دنيكين.
فشل كولتشاك أيضًا في إقناع فنلندا الصديقة المحتملة بالانضمام إليه ضد البلشفية. لم يكن قادرًا على الفوز بالاعتراف الدبلوماسي من أي دولة في العالم، حتى بريطانيا العظمى (رغم أن البريطانيين ساندوه إلى حد ما). بالإضافة إلى ذلك، فكك الفيلق التشيكوسلوفاكي، والذي كان لفترة من الوقت قوة عسكرية منظمة قوية في المنطقة ومناهضة للبلاشفة بشدة. كما ذُكر أعلاه، لم يعجب القائد الأمريكي الجنرال غريفز بكولتشاك ورفض إعطاءه أي مساعدة عسكرية على الإطلاق.
بعد عقود من تشكيك الحكومة السوفيتية، أصبح كولتشاك الآن شخصية تاريخية مثيرة للجدل في روسيا ما بعد الاتحاد السوفيتي. حاولت حركة «من أجل الإيمان والوطن» إعادة تأهيل سمعته. ومع ذلك، رفضت محكمة عسكرية إقليمية في عام 1999 طلب لإعادة تأهيل كولتشاك، ثم رفضت المحكمة العليا الدستورية للاتحاد الروسي نفس الطلب في عام 2001. في عام 2004، أعادت المحكمة الدستورية لروسيا الاتحادية قضية كولتشاك إلى المحكمة العسكرية لعقد جلسة أخرى.
بُنيت المعالم المخصصة لكولتشاك في سانت بطرسبرغ في عام 2002 وفي إيركوتسك في عام 2004، على الرغم من اعتراضات بعض السياسيين الشيوعيين واليساريين السابقين، وكذلك قدامى المحاربين السابقين بالجيش السوفيتي. يعد نصبه التذكاري في سانت بطرسبرغ هدفًا متكررًا للتخريب. هناك أيضًا جزيرة كولتشاك. نظرت البحرية الروسية الحديثة في تسمية السفينة الثالثة من فرقاطات أدميرال جريجوروفيتش الجديدة، على اسم الأدميرال كولتشاك لإحياء ذكرى الأدميرال لكنها رفضت القيام بذلك في نهاية المطاف.
كان كولتشاك خبيرًا بارزًا في الألغام البحرية وعضوًا في الجمعية الجغرافية الروسية. كان سيف القديس جورج الذهبي للشجاعة من بين الجوائز التي حاز عليها بسبب إنجازاته في معركة بورت آرثر، وحصل أيضًا على ميدالية غريت غولد كونستنتاين من الجمعية الجغرافية الروسية، بالإضافة إلى وسام النسر الأبيض المُقدم من النظام الصربي.

## وصلات خارجية
- ألكسندر كولتشاك على موقع الموسوعة البريطانية (الإنجليزية)
- ألكسندر كولتشاك على موقع إن إن دي بي (الإنجليزية)

- (https://web.archive.org/web/20141020085408/http://av-kolchak.jimdo.com/ The site about admiral Kolchak](in Russian].
- http://www.gwpda.org/naval/pers0002.htm An essay on Aleksandr Kolchak], including a photo]
- (http://militera.lib.ru/db/kolchak/index.html Kolchak testimony] (in Russian